# Welykodolynske
Welykodolynske (ukrainisch Великодолинське; russisch Великодолинское Welikodolinskoje, deutsch früher Großliebental) ist eine Siedlung städtischen Typs in der ukrainischen Oblast Odessa mit etwa 13.300 Einwohnern (2024).

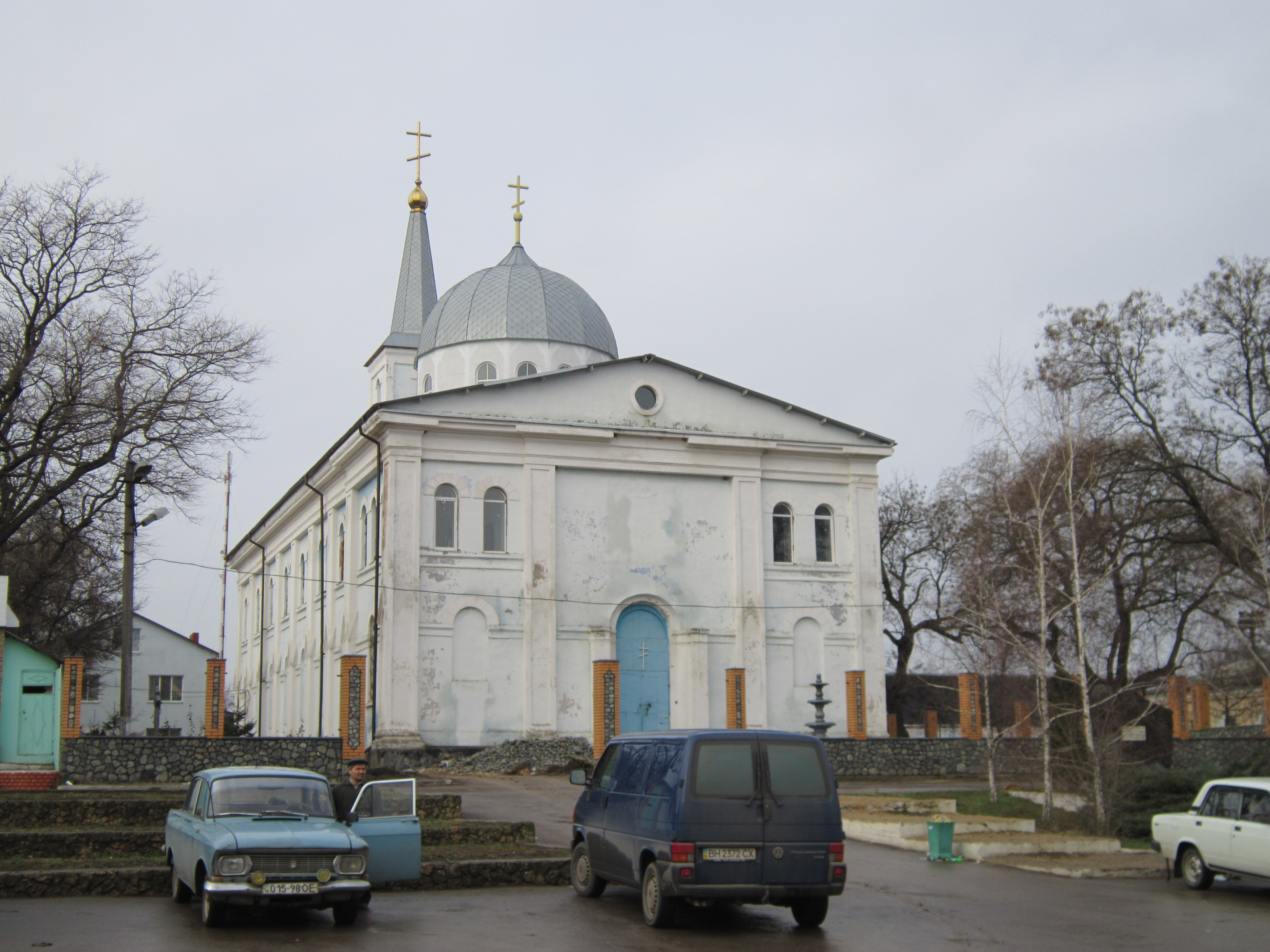
Kirche im Ort

Die am Ufer der Akkarschanka gelegene Ortschaft wurde von deutschen Auswanderern um das Jahr 1803 im damaligen Neurussland gegründet und bestand als Zentrum der Großliebentaler Kolonie bis zum Jahr 1944. Nach 1918 trug der Ort auch den Namen Bolschaja Akkarscha (Большая Аккаржа) bzw. ukrainisch Welyka Akarscha (Велика Акаржа), am 1. Februar 1945 erhielt die Siedlung ihren heutigen Namen.
Nach dem Zweiten Weltkrieg wurden vornehmlich Russen angesiedelt.

## Geschichte

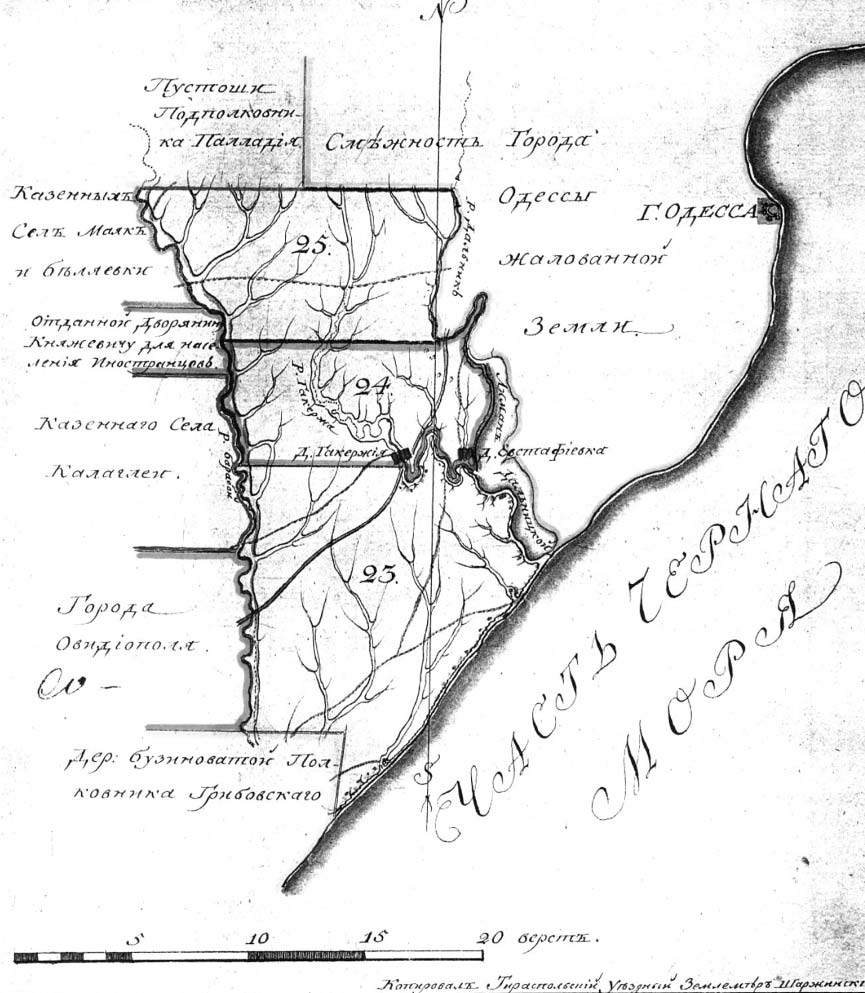
Entwurf der Kolonie Großliebental (mittig)

Der damalige Statthalter Odessas Richelieu kaufte von den örtlichen Adeligen Land ab, um deutsche Auswanderer anstelle der verlassenen Bauerndörfer Akarscha und Jewstafiewka an beiden Ufern des Flusses Groß-Akerscha anzusiedeln.
Schwierige Anfangsjahre folgten, da unter den Einwanderern eine nur geringe Anzahl von Bauern waren. Angestellte und Arbeiter mussten sich über entbehrungsreiche Jahre hinweg notwendiges Wissen aneignen, um ihr Überleben zu sichern.
Später entwickelte sich die Ortschaft zu einem beliebten Ausflugsziel für die benachbarten Odessaer, der vor allem wegen seiner Schlammbäder im Liman bekannt war. Ab 1907 verband eine Straßenbahn Odessa mit dem benachbarten Lustdorf (heute der Stadtteil von Odessa Tschornomorka).
In den Jahren nach der russischen Revolution fanden in der Kolonie zunehmend Enteignungen statt, so wurden Kirchen enteignet und umfunktioniert. Heute dienen sie zum Teil als Jugendclubs oder Kultureinrichtungen. Die Großliebentaler Kirche selbst wurde zu einer russisch-orthodoxen Kirche umgebaut.
Großliebentals Bevölkerung bestand bis zuletzt mehrheitlich aus Protestanten.

Lage von Großliebenthal und Tochterkolonien

## Verwaltungsgliederung
Am 12. Juni 2020 wurde die Siedlung zum Zentrum der neugegründeten Siedlungsgemeinde Welykodolynske (Великодолинська селищна громада/Welykodolynska selyschtschna hromada). Zu dieser zählen auch noch die Dörfer Kalahlija und Mykolajiwka, bis dahin bildete sie gleichnamige Siedlungsratsgemeinde Welykodolynske (Великодолинська селищна рада/Welykodolynska selyschtschna rada) im Nordosten des Rajons Owidiopol.
Seit dem 17. Juli 2020 ist sie ein Teil des Rajons Odessa.
Folgende Orte sind neben dem Hauptort Welykodolynske Teil der Gemeinde:
| Name                     | Name       | Name                        |
| ukrainisch transkribiert | ukrainisch | russisch                    |
| ------------------------ | ---------- | --------------------------- |
| Molodischne              | Молодіжне  | Молодёжное (Molodjoschnoje) |